# Zweetkamertje

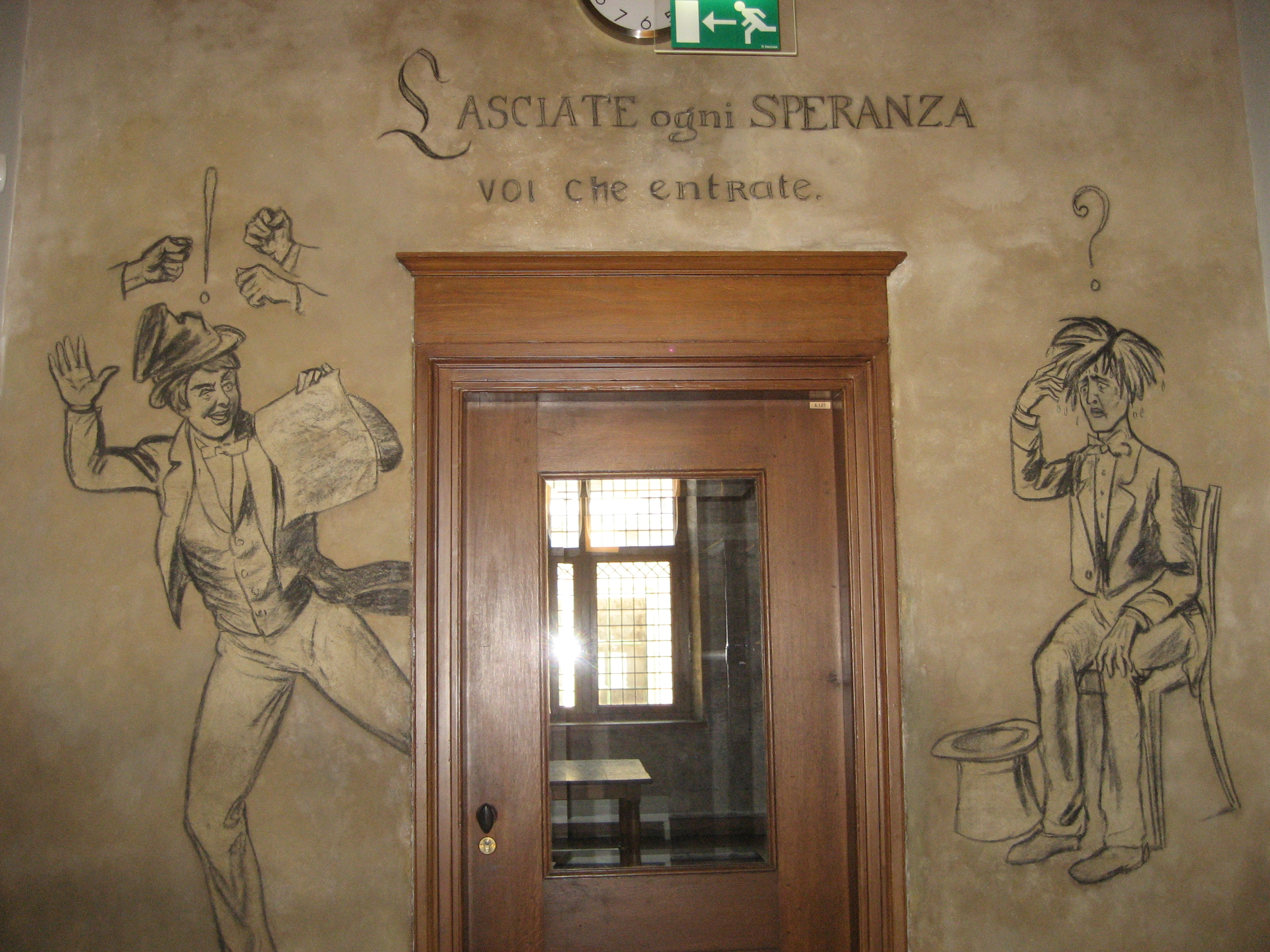
Zweetkamertje

Het Zweetkamertje is een kamer waar studenten of promovendi wachten op de uitreiking van hun diploma. De oudste traditie hiermee heeft het Academiegebouw van de Universiteit Leiden, in de Nederlandse stad Leiden. In deze stad zetten afgestudeerden na hun buluitreiking een handtekening of naam op de muren van dit kamertje. Later kregen andere universiteiten ook een zweetkamertje, met name voor promovendi.

## Naam

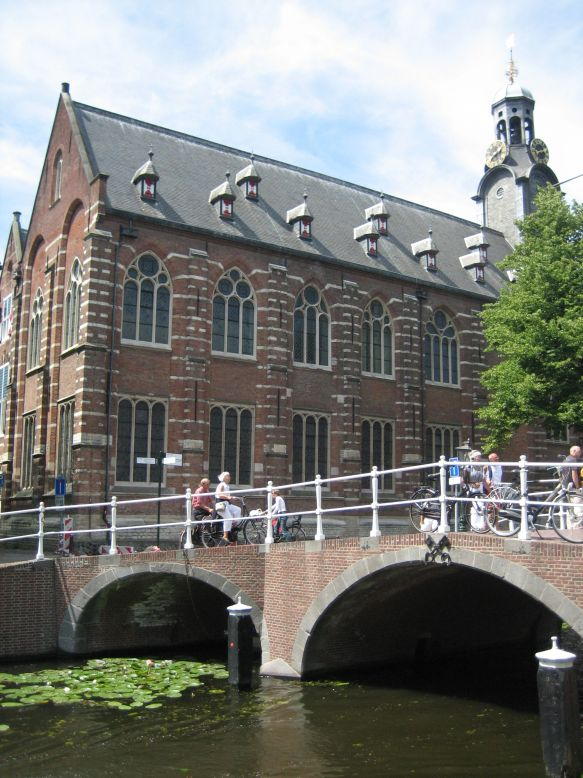
Het Academiegebouw in Leiden

Het Zweetkamertje is zo genoemd, omdat studenten vroeger in dit kamertje moesten wachten voor hun doctoraalexamen. Dit wachten zorgde er vaak voor dat de kandidaten zenuwachtig werden en daar het klamme zweet van kregen. 

## Geschiedenis van het Zweetkamertje
De kamer in Leiden werd oorspronkelijk gebruikt als vergaderzaal van de curatoren. Later werd het kamertje gebruikt als opslagplaats voor turf voor de kachels van de universiteit. Daarna deed het dienst als een soort tweede Senaatskamer voor het afnemen van examens. Pas in de achttiende eeuw werd het kamertje het wachtlokaal waar het nu zijn naam aan te danken heeft. 
Het is niet bekend wie als eerste zijn of haar handtekening heeft gezet op de muren van het kamertje tijdens het wachten op het examen en het is ook niet bekend wanneer dat was. Deze eerste handtekening was wel het begin van een lange traditie, al wordt nu de handtekening pas ná het afstuderen of na het promoveren gezet. Bekende Leidse alumni die hun naam hebben gezet in het kamertje zijn koningin Beatrix, koning Willem-Alexander en Erik Hazelhoff Roelfzema, de Soldaat van Oranje. Daarnaast staan ook de handtekeningen van prominenten als koningin Wilhelmina, Winston Churchill en Nelson Mandela te lezen op de muren van het Zweetkamertje, omdat zij een Leids eredoctoraat hebben ontvangen. Ook koningin Juliana schreef er haar naam toen ze nog kroonprinses was. Zij heeft aan de universiteit gestudeerd, maar volgde er geen gerichte studie. Ook zij kreeg er net als haar moeder en oudste dochter een eredoctoraat, bij Juliana direct na haar laatste mondelinge tentamen.  
In 2014 werd het zweetkamertje gerestaureerd. Het geld voor deze restauratie werd opgehaald via crowdfunding.
Sommige andere universiteiten kregen later ook een zweetkamertje voor promovendi, zoals de Universiteit Twente en de Erasmus Universiteit Rotterdam.

## Houtskooltekeningen
In het kamertje in Leiden bevindt zich een houtskooltekening van een examinandus die in 1919 gemaakt is door Louis Raemaekers. Daarbij heeft hij de zin hic sudavit sed non frustra geschreven: hier zweette men niet tevergeefs. Rond het fonteintje staat een tekening met de tekst: Dit is Hans Worst lescht hier uw dorst. Andere houtskooltekeningen zijn gemaakt in 1865 door jonkheer meester Victor Eugène Louis de Stuers (1843-1916), de grondlegger van de Monumentenzorg. Hij liet zich een nacht opsluiten in het Academiegebouw en tekende aan weerszijden van de deur van het Zweetkamertje een student. De ene tekening beeldt een wachtende student uit, de andere een student nadat hij is geslaagd voor zijn examen. Boven de deur heeft De Stuers een citaat van Dante geschreven: Lasciate ogni Speranza; voi che entrate: Laat alle hoop varen, gij die hier binnentreedt. Dante verwijst hiermee naar de hel.

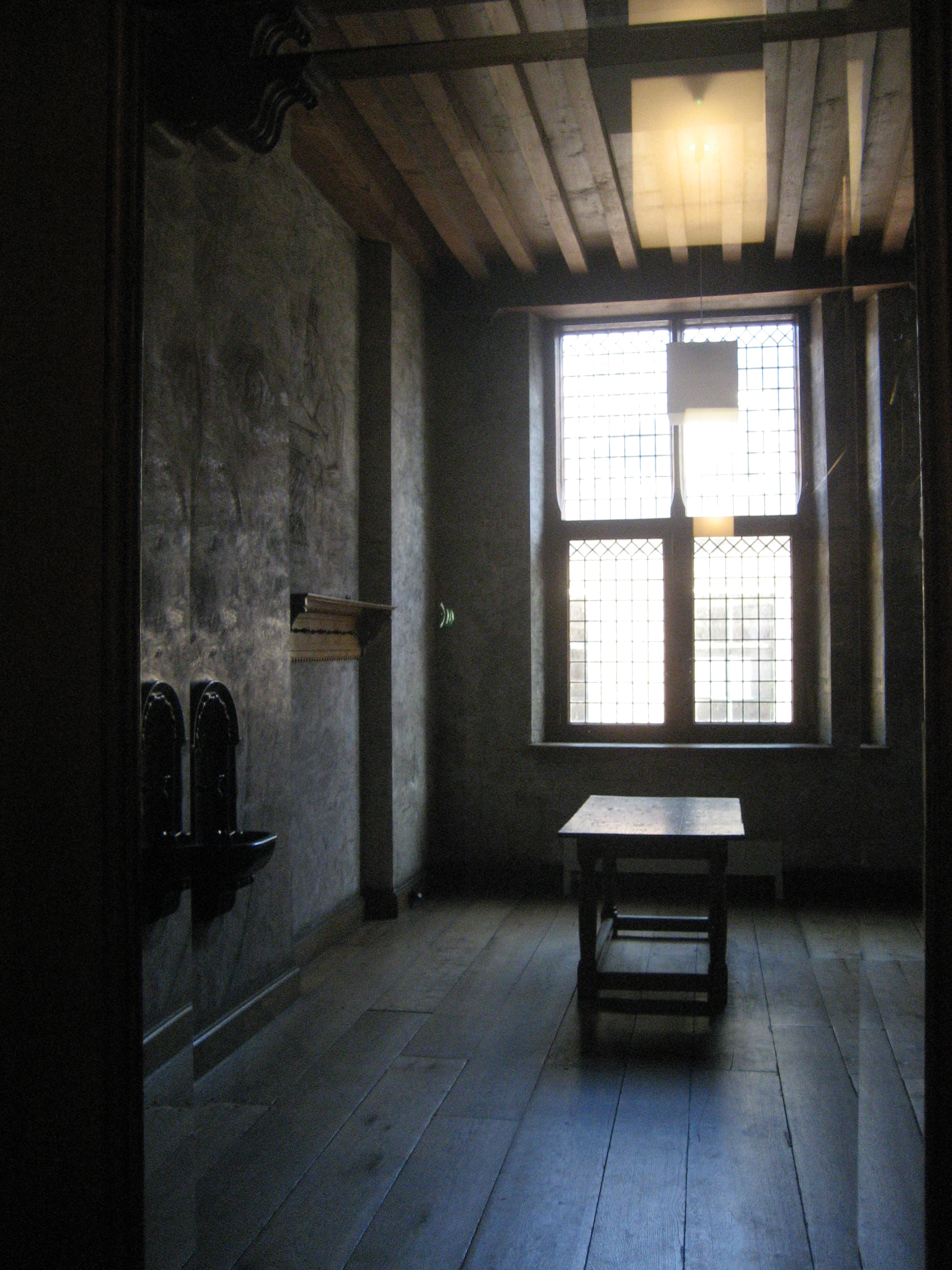
Zweetkamertje
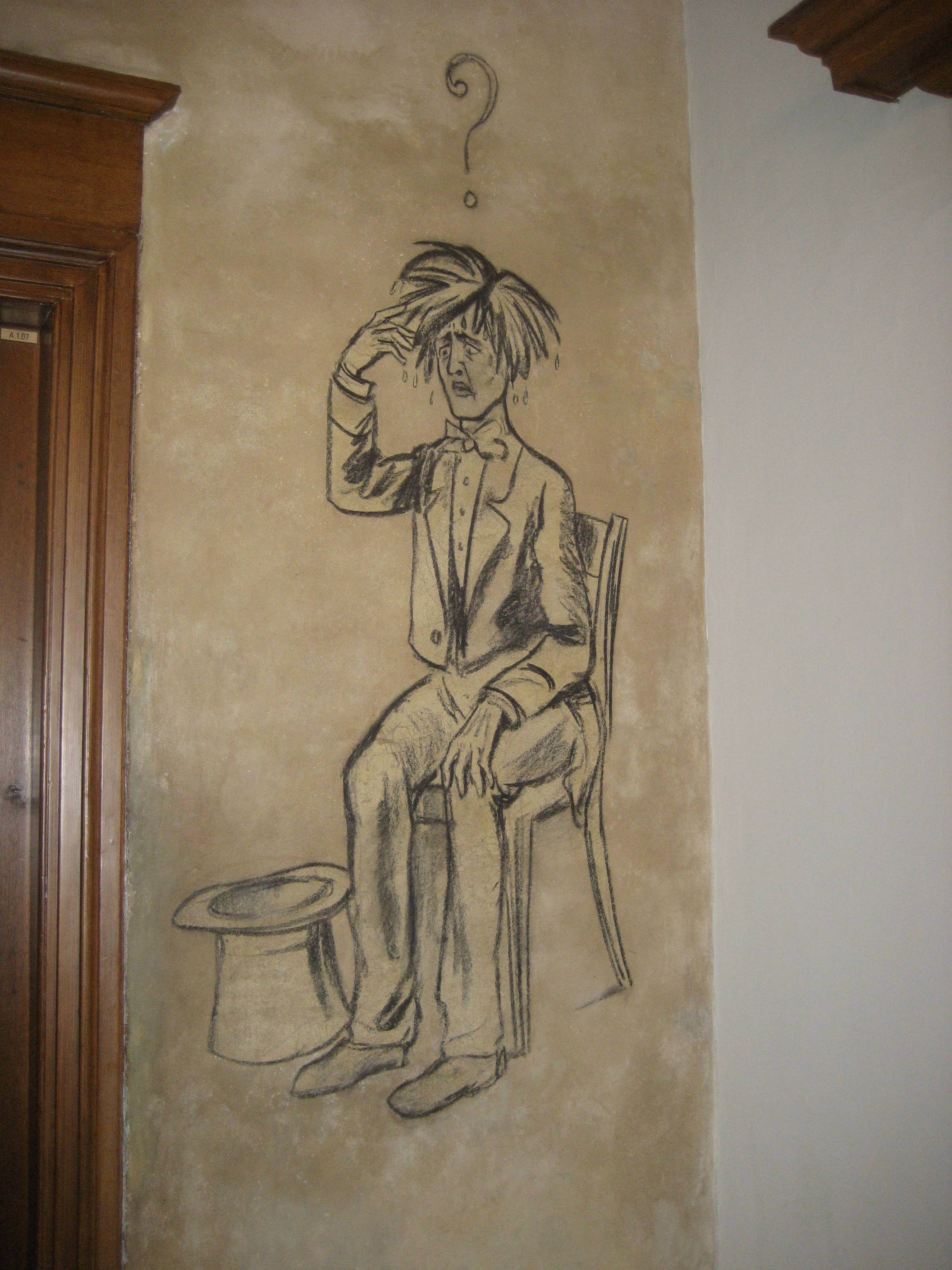
Vóór het examen (tekening De Stuers)
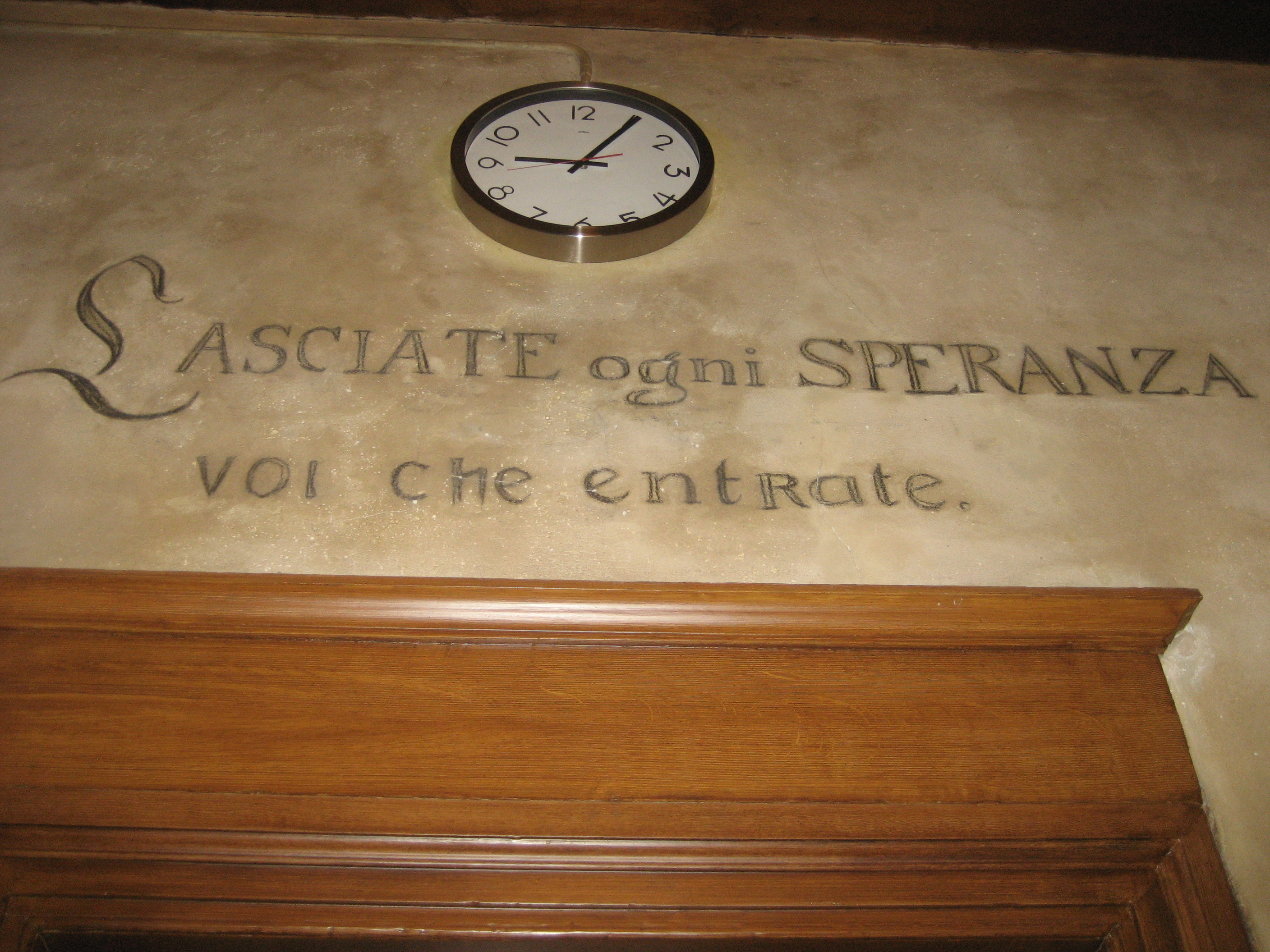
Laat alle hoop varen
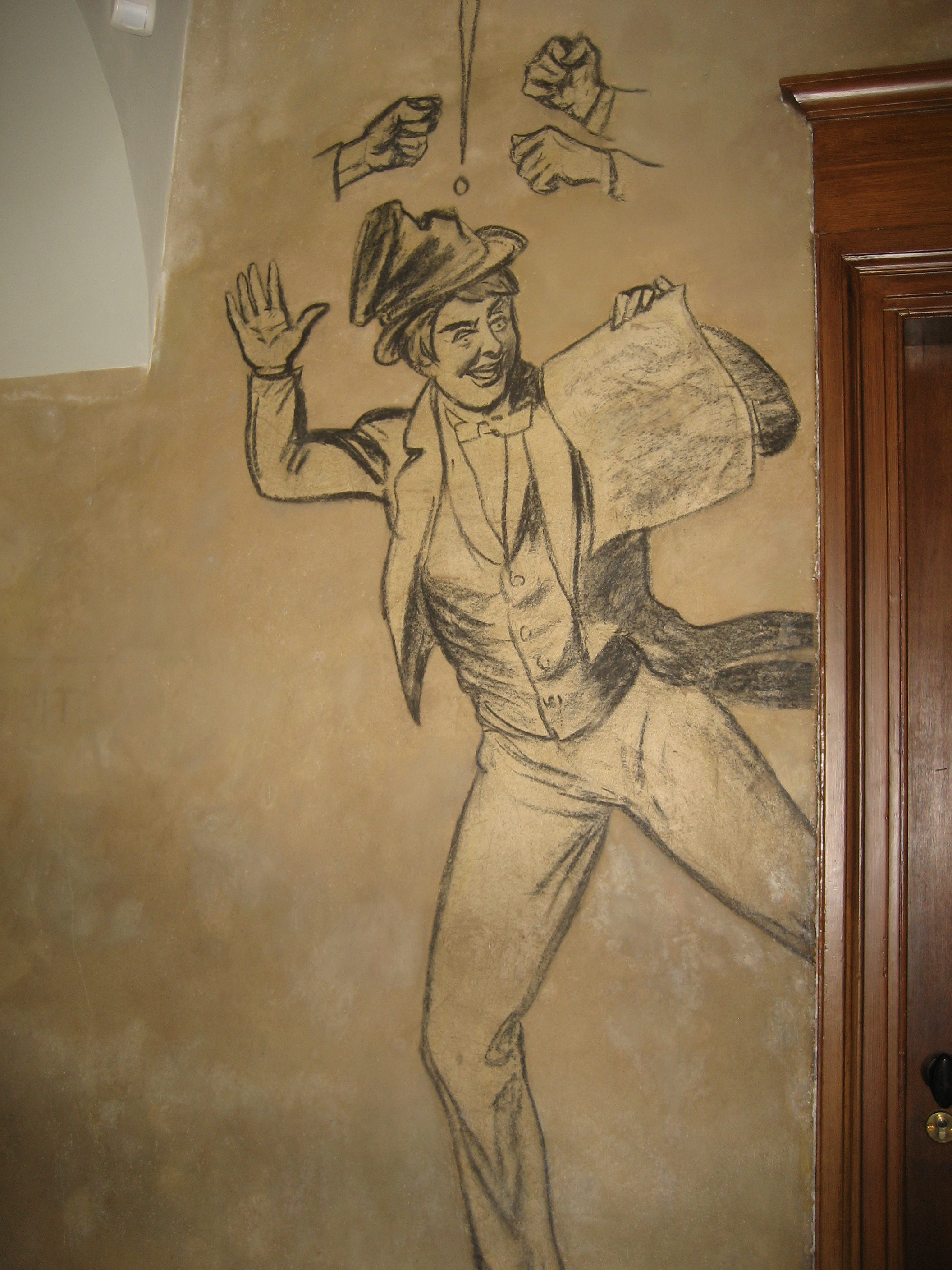
Na het examen (tekening De Stuers)
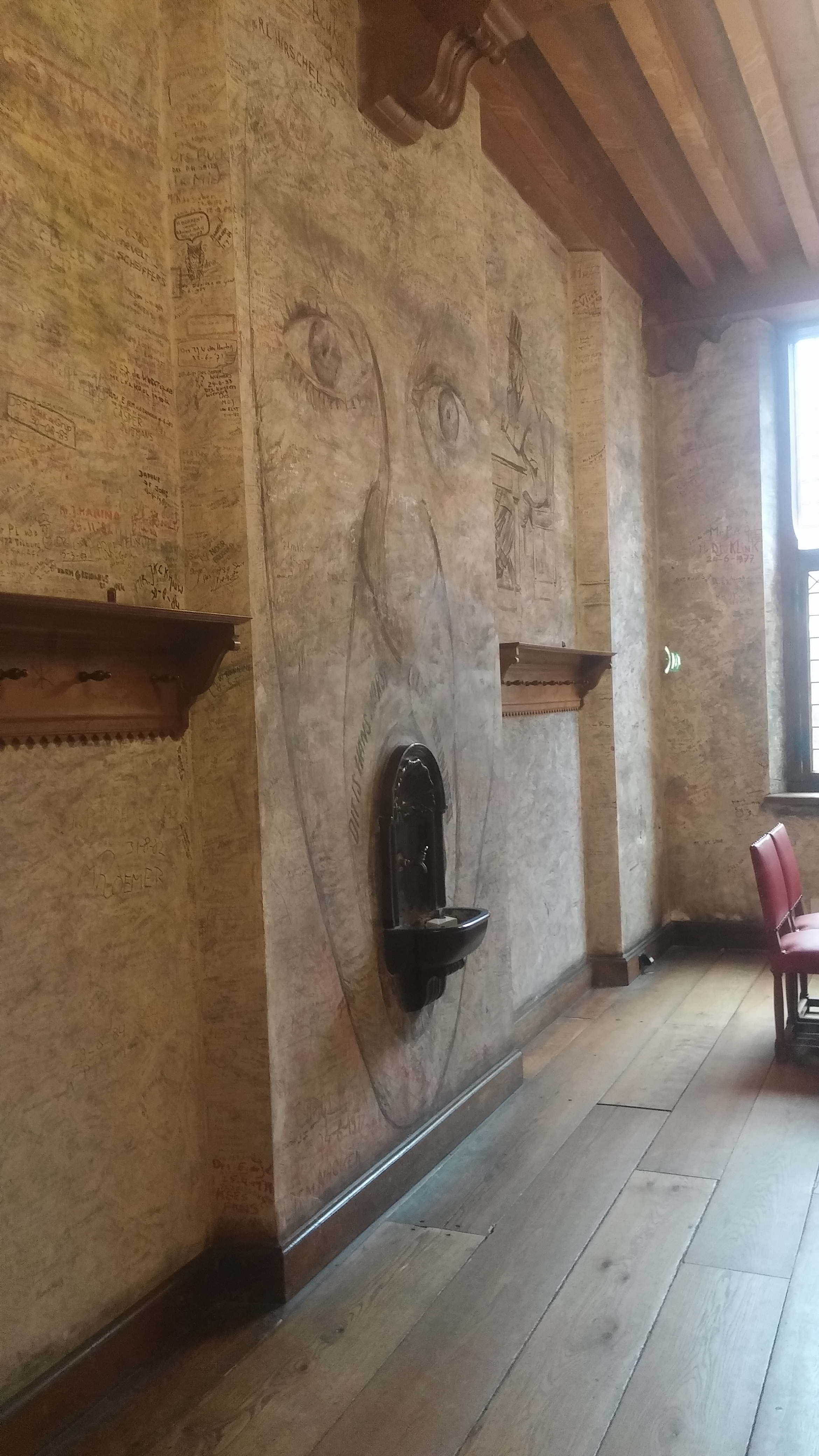
Handtekeningen